# XHTML
XHTML （エックスエイチティーエムエル、Extensible HyperText Markup Language、エクステンシブル ハイパーテキスト マークアップ ランゲージ）は、SGMLで定義されていたHTMLをXMLの文法で定義しなおしたマークアップ言語である。その仕様はHTMLと同じくW3Cによって勧告されていた。しかし2007年にW3C HTML WGを設立するとWHATWGとの共同作業を行い、2009年、W3Cは開発を正式に中止した。HTML5はXMLの書式に従わずともMathMLやSVGなどを埋め込むことが可能である。
上述の通りXHTMLは開発が中止されており、この記事には古い内容を多分に含んでいる。しかしながら、HTMLを解釈するユーザーエージェント（Webブラウザなど）は、引き続きサポートしている。
なお、「eXtensible HyperText Markup Language の略である」とされることがあるが、これは間違いであり、XはExの発音を表している。

## HTMLとの相違点
XHTMLはXMLアプリケーションである。よって、XMLの文法に従うために、HTMLと異なる部分が存在する。以下は、主な文法上の相違点とソースのサンプルである。
XML宣言を書く
XML文書であるため、文書の頭にXML宣言を書くことが奨励されている。文字コードについては、UTF-8ないしUTF-16の場合やHTTPなどのプロトコルで文字コードが指定されている場合は省略可能であるが、常に付与することが推奨される。
```
<?xml version="1.0" encoding="UTF-8"?>

```

要素名・属性名は小文字で書く
XMLでは大文字・小文字が厳密に区別される。XHTML勧告の場合、要素名・属性名は全て小文字でのみ定義されていることから、要素名・属性名は共にすべて小文字で表記しなければならない（なお、属性値はこの限りではない）。
```
正: <p id="iroha">色は匂へど 散りぬるを</p>
正: <p id="IROHA">色は匂へど 散りぬるを</p>
誤: <p ID="iroha">色は匂へど 散りぬるを</p>
誤: <P id="iroha">色は匂へど 散りぬるを</P>
誤: <P ID="iroha">色は匂へど 散りぬるを</P>

```

要素の終了タグを書く
要素は必ず開始タグと終了タグを備えていなければならない（終了タグの省略は許されない）。
```
正: <p>色は匂へど 散りぬるを</p><p>我が世誰ぞ 常ならん</p>
誤: <p>色は匂へど 散りぬるを<p>我が世誰ぞ 常ならん

```

空要素の終了タグも書く
空要素についても同様に終了タグを付与するか、開始タグの末尾を「/>」としなければならない。
- 終了タグを付与する <br></br> という表記の場合は、タグの間に空白類文字すら含めてはいけない。また、後方互換性のために <br></br> ではなく、<br /> と表記することが推奨されている。
- XMLを解釈できない古いUAで <br/> という表記に対し、"br/" を要素名とみなし無視してしまう可能性があることを考慮し、XHTMLでは <br /> のようにスラッシュの前に半角スペースを先行させる表記が一般的である。

```
正: <em>色は匂へど 散りぬるを</em><br />（推奨）
正: <em>色は匂へど 散りぬるを</em><br/>
正: <em>色は匂へど 散りぬるを</em><br></br>
誤: <em>色は匂へど 散りぬるを</em><br>
誤: <em>色は匂へど 散りぬるを</em><br> </br>

```

属性値はダブルクォーテーションで囲む
属性値はすべて " (ダブルクォーテーション）または　'（シングルクォーテーション）で囲まなければならない。
```
正: <input type="text" size="8" />
正: <input type='text' size='8' />
正: <input type="text" size='8' />
誤: <input type=text size=8 />

```

属性名を省略せず書く
属性名を省略してはならない。なお、これらを属性値の省略という例が存在するが、SGMLやXMLの観点からは正しいとはいえない。
```
正: <input type="checkbox" checked="checked" />
誤: <input type="checkbox" checked />

```

推奨されるメディアタイプ
推奨されるメディアタイプが「text/html」から「application/xhtml+xml」に変更された。また、HTMLで従来使用されていたtext/htmlは、XHTML1.1以降では非推奨となっている。
```
<meta http-equiv="Content-Type" content="application/xhtml+xml; charset=Shift_JIS" />

```

メディアタイプがapplication/xhtml+xmlの場合、meta要素のhttp-equiv属性の使用は非推奨となる。代わりにHTTPのヘッダでメディアタイプを指示することが必要となる。
HTML要素#HTML構文とXML構文との違いも参照。

## 歴史

### XHTML 1.0
HTML 4.01をXMLにて再定義したもので、HTML 4.01と同様にStrict、Transitional、Framesetという3種類のDTDが存在する。
2000年1月26日に勧告となり、2002年8月1日に改訂版であるSecond Editionが勧告された。

### XHTML Basic
XHTMLのサブセットで、PDAや携帯電話などの小規模な端末を含む、より広域の環境のための仕様である。2000年12月19日にXHTML Basic 1.0が勧告された。
その後、OMAが策定するXHTML Mobile Profileとの不整合を解消する目的で策定された XHTML Basic 1.1が2008年7月29日に勧告された。
Basic1.1では、Basic1.0から次のような変更が行われている。
- target属性やscript/style要素、style属性の追加
- XFormsよりinputmode属性の追加

### XHTML Modularization (Modularization of XHTML, M12n)
XHTMLをその要素の目的や役割ごとに分割し、フレームワーク化したもの。XHTML 1.1やXHTML 2.0は、M12nをベースに構築されている。バージョン1.0が2001年4月10日に、バージョン1.1が2008年10月にそれぞれ勧告された。2009年7月現在、バージョン2.0が草案の段階にある。
1.0から1.1ではXML Schemaへの対応などが変更点となった。

### XHTML 1.1
機能がモジュール化されたXHTML。XHTML 1.0からの主な違いは、次の通りである。
- 機能がモジュール化され、カスタマイズ性が向上した。
- HTML 4.0以来複数あったスキーマが、従来のStrictスキーマの思想を基としたスキーマ1つのみとなった。
- ルビモジュールが導入された。

2001年5月31日に仕様が勧告となった。
2010年11月23日にXHTML 1.1 Second Editionが勧告された。エラッタの修正とXML Schemaへの対応が主な変更点となる。

### XHTML 1.2
策定中であるXHTML Role ModuleやAccess Module、WAI-ARIAの語彙を組み込んだ新しいプロファイルとして策定予定。

### XHTML 2.0
XHTML Familyの次期バージョンとして策定されていたが、W3Cは2009年07月03日に策定の打ち切りを決定し、今後はHTML5にリソースを注ぐものとした。理由として、XHTML 2.0の市場はHTML5に比べて非常に小さいことがあげられている。

### HTML5のXML構文
HTML5をXML構文で記述したものは、しばしばXHTML5と呼ばれるが、WHATWG の標準仕様の中ではこの語は用いないことが明言されている。
HTML5をXML構文で記述するための仕様も、HTML5仕様の中で定義されている。そのため、HTML5のXML構文はHTML5の一部である。しかし、HTML5の仕様ではXML構文とHTML構文の間には違いが多く、単に「HTML5」「HTML5ドキュメント」と言う場合には、HTML構文によるもののみを指すことが多い。そのため、実用上はHTML5のXML構文はHTML5と別のものとして扱われることがある。
以下にHTML構文とXML構文の違いをいくつか挙げる。
- HTML構文の場合は要素名は固定だが、XML構文の場合は要素の名前空間が "http://www.w3.org/1999/xhtml" に属していれば接頭辞付きが許される（XHTML1.x以前には、文書型宣言にモジュールを追加することで接頭辞を付けることを可能としていたが、基本的には許されなかった）
- HTML構文では限定的なSVG, MathMLの拡張しか行えないが、XML構文では名前空間を用いて制限なく拡張ができる（以下の例ではxml:id属性を利用している）
- 従来のHTML/XHTMLで許されていたDTDを用いた文字参照が不可能となった（HTML5はもはやSGMLに基づいていない）。

上記のような違いによってHTML構文と見た目が大きく異なるXML構文の文書として、以下のような例が考えられる。
```
<?xml version="1.0" encoding="UTF-8"?>

<!-- これは妥当なHTML5のXML構文。ただしHTML構文との互換性はない -->

<?xml-stylesheet type="text/css" href="test.css"?>
<!-- 左のようなXML処理命令も書ける -->

<!-- この場合、ルート要素がxhtml:htmlのため、通常のHTML5のように "<!DOCTYPE html>" という文書型宣言は行えない -->

<xhtml:html
 
xmlns:xhtml=
"http://www.w3.org/1999/xhtml"
 
xml:lang=
"ja"
>

  
<xhtml:head>

    
<xhtml:title
 
xml:id=
"title"
>
XML名前空間を用いた拡張例（xml:id）
</xhtml:title>

    
<xhtml:script>
<![CDATA[ ... ]]>
</xhtml:script>

  
</xhtml:head>

  
<xhtml:body>

    
<xhtml:p>
 
...
 
</xhtml:p>

  
</xhtml:body>

</xhtml:html>

```